# Calomyrmex laevissimus
Calomyrmex laevissimus är en myrart som först beskrevs av Smith 1859.  Calomyrmex laevissimus ingår i släktet Calomyrmex och familjen myror.

## Underarter
Arten delas in i följande underarter:
- C. l. laevissimus
- C. l. trochanteralis